# Dienst
Dienst (njemački: služba) je naziv za građevni element gotičke sakralne arhitekture. Riječ je o tankom polustupu presjeka polovice, četvrtine ili tri četvrtine kruga koji je jedan od sastavnih dijelova svežnjastog stupa ili pilastra (francuski: fascicule).
Odgovarajući termin u hrvatskom jeziku zasada ne postoji, no neki autori u istom značenju upotrebljavaju termin služavnik.
Dienst se u pravilu pruža od dna, preko čitave mase zida, dopirući sve do svoda gdje prelazi u svijeno rebro – svodni nosač.
Dienst stoga vizualno i konstrukcijski čini jedan od najvažnijih elemenata interijera gotičke sakralne arhitekture, osobito naglašavajući tipično-gotičku vertikalnost volumena i konstrukcije.        